# Bagayoko Aminata Traore
 (juillet 2023).
 (juillet 2023).
La mise en forme du texte ne suit pas les recommandations de Wikipédia : il faut le « wikifier ».
Les points d'amélioration suivants sont les cas les plus fréquents. Le détail des points à revoir est peut-être précisé sur la page de discussion.
- Les titres sont pré-formatés par le logiciel. Ils ne sont ni en capitales, ni en gras.
- Le texte ne doit pas être écrit en capitales (les noms de famille non plus), ni en gras, ni en italique, ni en « petit »…
- Le gras n'est utilisé que pour surligner le titre de l'article dans l'introduction, une seule fois.
- L'italique est rarement utilisé : mots en langue étrangère, titres d'œuvres, noms de bateaux, etc.
- Les citations ne sont pas en italique mais en corps de texte normal. Elles sont entourées par des guillemets français : « et ».
- Les listes à puces sont à éviter, des paragraphes rédigés étant largement préférés. Les tableaux sont à réserver à la présentation de données structurées (résultats, etc.).
- Les appels de note de bas de page (petits chiffres en exposant, introduits par l'outil «  Source ») sont à placer entre la fin de phrase et le point final[comme ça].
- Les liens internes (vers d'autres articles de Wikipédia) sont à choisir avec parcimonie. Créez des liens vers des articles approfondissant le sujet. Les termes génériques sans rapport avec le sujet sont à éviter, ainsi que les répétitions de liens vers un même terme.
- Les liens externes sont à placer uniquement dans une section « Liens externes », à la fin de l'article. Ces liens sont à choisir avec parcimonie suivant les règles définies. Si un lien sert de source à l'article, son insertion dans le texte est à faire par les notes de bas de page.
- La présentation des références doit suivre les conventions bibliographiques. Il est recommandé d'utiliser les modèles {{Ouvrage}}, {{Chapitre}}, {{Article}}, {{Lien web}} et/ou {{Bibliographie}}. Le mode d'édition visuel peut mettre en forme automatiquement les références.
- Insérer une infobox (cadre d'informations à droite) n'est pas obligatoire pour parachever la mise en page.

Pour une aide détaillée, merci de consulter Aide:Wikification.
Si vous pensez que ces points ont été résolus, vous pouvez retirer ce bandeau et améliorer la mise en forme d'un autre article.
Pour les articles homonymes, voir Traoré.
Ne doit pas être confondu avec Aminata Traoré Bagayoko.
Bagayoko Aminata Traore, née le 9 juillet 1978 à Podolsk en URSS (actuelle fédération de Russie), est une femme politique malienne. Elle est l'actuelle ministre de l'Entrepreneuriat national, de l'Emploi et de la Formation professionnelle. 

## Biographie

### Enfance et formation
Bagayoko Aminata Traore naît le 9 juillet 1978 à Podolsk en URSS. Elle passe son enfance à Bamako au Mali, elle effectue ses études primaires et secondaires à l’école Cours Notre Dame du Niger (CNDN) puis au lycée technique de Bamako. Elle obtient son baccalauréat avec mention « très bien » en mathématiques techniques et économie. Elle poursuit ses études supérieures à l'École nationale de commerce d'Agadir au Maroc, où elle obtient en 2001 une maîtrise en finances et comptabilité avec la mention « bien ». En 2004, elle termine son parcours universitaire à l'université Strayer aux États-Unis en obtenant un MBA en management des entreprises. Parallèlement à ses études, Bagayoko Aminata Traoré obtient plusieurs certificats en exportation, investissement et négociation de contrats dans le secteur minier au Mali en collaboration avec la Banque mondiale et la Banque africaine de développement. Elle est également titulaire d'un certificat en gestion et leadership de l’université de Pékin en Chine. Polyglotte, Bagayoko Aminata Traoré parle couramment le français, l’anglais, le russe et le bambara .

### Parcours professionnel
Sa carrière professionnelle débute à la Bank of America aux États-Unis, où elle travaille comme responsable de caisse de 2003 à 2005, après quoi elle assume des responsabilités administratives et logistiques à Mali Goldfields (rebaptisée ensuite B2Gold Mali) de 2007 à 2008.
Entre 2008 et 2014, elle rejoint l'agence pour la promotion des investissements au Mali (API Mali), où elle est successivement directrice de la stratégie et de la politique, puis directrice de la promotion et de la facilitation des investissements .
De 2015 à 2016, elle est chargée de la promotion et de la facilitation des investissements du secteur privé au ministère des Mines du Mali . Elle passe ensuite un peu plus de six ans au cabinet du président de la République du Mali. Durant cette période, elle est chargée de la Direction de l'économie et de la prospective, puis coordinatrice de ladite Direction avant d'être nommée ministre. Le 1er juillet 2023, elle devient ministre de l'Entreprise nationale, de l'Emploi et de la Formation professionnelle dans le gouvernement de Choguel Kokalla Maiga, sous la présidence du colonel Assimi Goïta.

## Distinction
Elle est faite chevalier de l’ordre national au Mali en janvier 2018.